# Polečnice (stacja kolejowa)
Polečnice – stacja kolejowa w miejscowości Polná na Šumavě, w kraju południowoczeskim, w Czechach. Znajduje się na linii 194 Czeskie Budziejowice – Černý Kříž, na wysokości 770 m n.p.m..  

## Linie kolejowe
- 194: Czeskie Budziejowice – Černý Kříž